# Diaglyptus
Diaglyptus là một chi bọ cánh cứng thuộc họ Scarabaeidae.